# Ленінське (Смоленський район)
Ле́нінське (рос. Ленинское) — село у складі Смоленського району Алтайського краю, Росія. Входить до складу Смоленської сільської ради.

## Населення
Населення — 125 осіб (2010; 165 у 2002).
Національний склад (станом на 2002 рік):
- росіяни — 72 %